# Neobisium pacei
Espèce
Neobisium pacei est une espèce de pseudoscorpions de la famille des Neobisiidae.

## Distribution
Cette espèce est endémique de Sicile en Italie. Elle se rencontre vers Cesarò sur le mont Soro.

## Publication originale
- Callaini, 1991 : Il genere Neobisium Chamberlin in Sicilia (Arachnida, Pseudoscorpionida, Neobisiidae). Bollettino del Museo Civico di Storia Naturale di Verona, vol. 15, p. 361-372.